# Luxemburgia diciliata
Luxemburgia diciliata är en tvåhjärtbladig växtart som beskrevs av John Duncan Dwyer. Luxemburgia diciliata ingår i släktet Luxemburgia och familjen Ochnaceae. Inga underarter finns listade i Catalogue of Life.